# Túpac Catari
Julián Apaza, più conosciuto come Túpac Catari o Tupac Katari o Tupaq Qatari (Ayo Ayo, 1750 – La Paz, 15 novembre 1781), è stato leader aymara di una delle più significative rivolte indigene contro le autorità coloniali nell'Alto Perù, l'attuale Bolivia.

## Biografia
(frase attribuita a Túpac Catari prima di essere giustiziato)
Nacque ad Ayo Ayo, nell'attuale provincia boliviana di Aroma, sita nel dipartimento di La Paz. Si sposò con Bartolina Sisa, una giovane aymara venditrice di foglie di coca, che diventò poi anch'essa un'icona rivoluzionaria anti-colonialista.
Prima della rivolta che lo rese famoso, era panettiere e sacrestano.
Decise di adottare il nome di Túpac Catari prendendo parte dei nomi di due rivoluzionari contemporanei: Túpac Amaru II e Tomás Catari.
Nel 1781 formò un esercito di 40.000 uomini e il 13 marzo, mise sotto assedio la città di La Paz (che all'epoca contava circa 23.000 abitanti), ma le truppe coloniali ruppero l'assedio. Túpac Catari non si diede per vinto e ritentò l'assedio qualche mese più tardi. A lui si unì anche Andrés Túpac Amaru, nipote di Túpac Amaru II, che tentò di deviare il corso di un fiume per inondare La Paz.
Nonostante l'appoggio di truppe esterne, i ribelli resistettero 109 giorni durante il primo assedio e 64 giorni durante il secondo. Il 15 settembre 1781, Agustín de Jáuregui (viceré del Perù) promulgò un'amnistia generale e un anno di esenzione fiscale per cercare di diminuire l'appoggio della popolazione ai ribelli. La rivolta indigena, una delle più significative del XVIII secolo per coinvolgimento di popolazione ed estensione geografica, venne stroncata e i leader furono giustiziati.
Tupac Katari venne torturato e ucciso per squartamento il 15 novembre 1781, tirato dalle estremità, dividendo il corpo in quattro pezzi, in modo analogo a quanto avvenne a Túpac Amaru II.

## IlKatarismo

Wiphala (bandiera) usata da Túpac Catari

Tupac Katari fu considerato un'icona rivoluzionaria indigena e, tuttora, è considerato uno dei simboli della lotta, anche armata, contro gli ex-colonizzatori.
Nell'altipiano boliviano sono esistiti, negli anni 1980, piccoli gruppi di famiglie (Ayllus Rojos) che si ispiravano al katarismo e al marxismo. A questi si unì in passato anche Álvaro García Linera, vicepresidente della Bolivia, nonostante la sua discendenza spagnola. L'ala più radicale e armata del katarismo boliviano è rappresentata dall'Ejército Guerrillero Tupac Katari (a cui lo stesso García Linera partecipò come ideologo) e prendeva il nome dal rivoluzionario del XVIII secolo.

## Riconoscimenti
Il primo satellite artificiale boliviano è stato denominato Túpac Katari 1 in onore del leader rivoluzionario.